# The Red Skelton Show
The Red Skelton Show è un programma televisivo statunitense, trasmesso per venti stagioni, dal 1951 al 1971.
Il varietà fu trasmesso dalla NBC nelle prime due e nell'ultima stagione, mentre dal 1953 al 1970, quindi per gran parte della sua longevità, fu trasmesso dalla CBS.
Il suo ideatore, autore e conduttore fu il comico e attore Red Skelton.
Nel 1952 il programma vinse il Primetime Emmy Awards nella categoria "Outstanding Comedy Series" ("miglior programma comico dell'anno"), mentre nel 1959 si aggiudicò il Golden Globe per la miglior trasmissione televisiva.

## Registi
Lista parziale
- Seymour Berns (206 episodi, 1953-1969)
- John Gaunt (25 episodi, 1951-1952)
- Terry Kyne (24 episodi, 1970-1971)
- Martin Rackin (18 episodi, 1952-1953)
- Jack Donohue (14 episodi, 1954-1955)
- Bill Hobin (9 episodi, 1964-1969)
- Howard A. Quinn (5 episodi, 1969-1970)

## Crediti di scrittura e autori
Lista parziale
- Red Skelton (303 episodi, 1951-1971)
- Dave O'Brien (244 episodi, 1955-1970)
- Sherwood Schwartz (175 episodi, 1954-1962)
- Arthur Phillips (116 episodi, 1961-1971)
- Jesse Goldstein (110 episodi, 1954-1961)
- Martin Ragaway (102 episodi, 1960-1966)
- Mort Greene (95 episodi, 1955-1971)
- Al Schwartz (90 episodi, 1957-1962)
- Ed Simmons (66 episodi, 1961-1963)
- Larry Rhine (51 episodi, 1962-1971)
- Benedict Freedman (43 episodi, 1951-1956)
- John Fenton Murray (43 episodi, 1951-1956)
- Seaman Jacobs (42 episodi, 1968-1970)
- Robert Orben (37 episodi, 1963-1970)
- Bruce Howard (32 episodi, 1962-1963)
- Rick Mittleman (32 episodi, 1962-1963)
- Hugh Wedlock Jr. (32 episodi, 1962-1963)
- Fred S. Fox (32 episodi, 1968-1970)

## Produzione e altri crediti
Produzione
- Cecil Barker - produttore/produttore esecutivo (112 ep., 1953-1963)
- Red Skelton - produttore (50 ep., 1951-1965)
- Ben Brady - produttore (24 ep., 1970-1971)
- Perry Cross - produttore (18 ep., 1970-1971)

Altri crediti
- David Rose - musica
- Art Gilmore - annunciatore